# Jurij Charčenko
Jurij Aleksandrovič Charčenko (in russo Юрий Александрович Харченко?; traslitterazione anglosassone Yury Aleksandrovich Kharchenko; Roščino, 11 ottobre 1963) è un ex slittinista sovietico.
Dopo la dissoluzione dell'Unione Sovietica (1991) ha acquisito la cittadinanza russa.

## Biografia
Iniziò a gareggiare per la nazionale sovietica nelle varie categorie giovanili nella specialità del singolo, ottenendo quale risultato più prestigioso il quarto posto ai mondiali di Lake Placid 1982.
A livello assoluto esordì in Coppa del Mondo nella stagione 1981/82, conquistò il primo podio, nonché la prima vittoria, il 18 dicembre 1983 nel singolo a Sarajevo. In totale trionfò in due tappe di coppa ottenendo come miglior risultato in classifica generale il secondo posto nel 1987/88.
Partecipò a due edizioni dei Giochi olimpici invernali: a Sarajevo 1984 si classificò al settimo posto nel singolo ed a Calgary 1988 conquistò la medaglia di bronzo nella prova individuale.
Prese parte altresì a quattro edizioni dei campionati mondiali aggiudicandosi la medaglia di bronzo nella gara a squadre a Winterberg 1989, mentre nelle prove individuali il suo miglior risultato fu l'ottava piazza ottenuta ad Oberhof 1985. Nelle rassegne continentali ottenne il quarto posto ad Hammarstrand 1986 nel singolo ed a Schönau am Königssee 1988 nella prova a squadre.
Si ritirò dalle competizioni al termine della stagione 1990/91, prima di dover assistere alla scomparsa della nazionale sovietica a seguito delle proclamazioni di indipendenza delle varie repubbliche che formavano l'Unione, ed iniziò una carriera come ingegnere delle telecomunicazioni.

## Palmarès

### Olimpiadi
- 1 medaglia:
  - 1 bronzo (singolo a Calgary 1988).

### Mondiali
- 1 medaglia:
  - 1 bronzo (gara a squadre a Winterberg 1989).

### Coppa del Mondo
- Miglior piazzamento in classifica generale nel singolo: 2° nel 1987/88.
- 9 podi (tutti nel singolo):
  - 2 vittorie;
  - 3 secondi posti;
  - 4 terzi posti.

#### Coppa del Mondo - vittorie
| Data             | Luogo    | Paese      | Disciplina |
| ---------------- | -------- | ---------- | ---------- |
| 18 dicembre 1983 | Sarajevo | Jugoslavia | Singolo    |
| 13 dicembre 1987 | Sarajevo | Jugoslavia | Singolo    |